# Languedoc (frégate)
Pour les articles homonymes, voir Languedoc (homonymie).
Pour les articles ayant des titres homophones, voir Langue d'oc.
Le Languedoc (numéro de coque D653) est la troisième frégate anti-sous-marine du programme FREMM lancé par la France et l'Italie. Sa construction a débuté le 30 novembre 2011 aux chantiers DCNS de Lorient. Elle a été livrée à la Marine nationale française le 16 mars 2016 puis admise au service actif le 4 juillet 2017.
Montpellier (Hérault) est la ville marraine de la FREMM Languedoc depuis le 15 juin 2016.

## Construction
La frégate Languedoc a été mise à flot en juillet 2014. Elle débute ses essais en mer en octobre 2015.

## Caractéristiques

### Navigation
La frégate Languedoc est équipée de deux centrales inertielles de navigation SIGMA 40 créées par Sagem.
Après plusieurs années de navigation avec un unique équipage, il est décidé de pourvoir le Languedoc d'un équipage B – incluant également un commandement en alternance – effectif à partir de septembre 2019 faisant de cette frégate la seconde à passer à un double équipage après l'Aquitaine deux jours auparavant.

## Carrière opérationnelle
Le 14 avril 2018, la frégate participe aux bombardements de Barzé et de Him Shinshar en Syrie avec les États-Unis et le Royaume-Uni. La frégate Aquitaine n'ayant pu tirer ses missiles dans le temps imparti et l'Auvergne non plus, c'est finalement la frégate Languedoc qui effectue son baptême du feu en tirant trois MdCN dont c'est la première utilisation opérationnelle,.

### OpérationAgenor
Le Languedoc est engagé, aux côtés de la frégate lance-missiles néerlandaise De Ruyter et d'un avion de patrouille maritime Atlantique 2, dans l'opération Agenor au profit de l'Union européenne (dans le cadre de l'EMASOH) pour la surveillance du détroit d'Ormuz à partir du 19 mai 2020 en remplacement de la frégate Forbin. Le 6 août 2020, l'incorporation du Languedoc dans l'opération est prolongée de trois mois grâce à la relève de l'équipage B par le A, ce qui constitue une première pour un bâtiment de la Marine nationale en opération depuis le passage au double équipage en 2019. Réalisée en 72 h à la base navale française d'Abu Dhabi à Port Zayed, cette relève permet d'assurer la continuité de l'engagement de la frégate dans sa mission. La frégate est alors accompagnée par la frégate danoise de défense antiaérienne HDMS Iver Huitfeldt remplaçant le De Ruyter.

### Crise en Mer Rouge (2023-2024)
La frégate rejoint la Mer Rouge le 8 décembre 2023.
Le 9 décembre 2023, alors qu'elle naviguait au large du Yémen à hauteur d'Al-Hodeïda, la frégate Languedoc abat au moyen de deux missiles Aster 15 deux drones qui volaient dans sa direction, lancés depuis le Yémen,.
Le 11 décembre 2023, la frégate Languedoc a détruit au moins un drone tiré du Yémen ayant menacé le pétrolier norvégien Strinda,.
Dans la nuit du 19 au 20 février, les frégates françaises FREMM Alsace et Languedoc abattent 2 drones houthistes au dessus de la mer Rouge et du golf d'Aden. Tôt le 22 février, une des 2 FREMM engage et détruit 2 drones de combat aériens.
Le 18 avril 2025, il détruit un autre drone houthis à l’aide de sont canon.

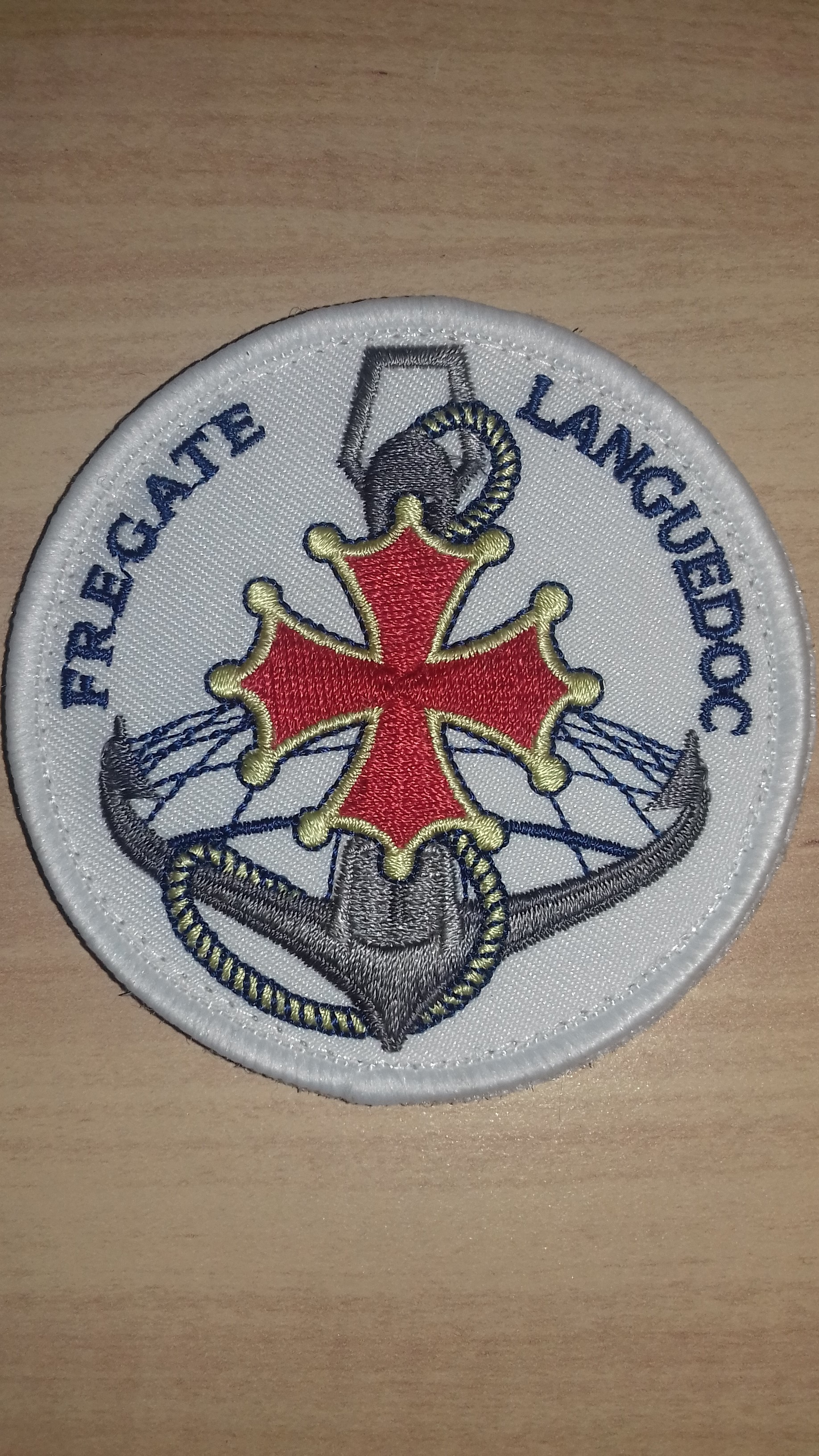
Écusson du Languedoc.